# 機動戦士ガンダム0083 STARDUST MEMORY
『機動戦士ガンダム0083 STARDUST MEMORY』（きどうせんしガンダム ダブルオーエイティースリー スターダストメモリー、英題: MOBILE SUIT GUNDAM0083 STARDUST MEMORY）は、ガンダムシリーズのOVA。1990年制作、1991年から1992年にかけて全13話が製作された。略称は『0083』『星屑』（ほしくず）。
また1992年には、本OVAシリーズに一部新作カットを加え再編集した劇場版『機動戦士ガンダム0083 ジオンの残光』（- ジオンのざんこう、THE AFTERGLOW OF ZEON）も公開された。

## 概要
OVAである『機動戦士ガンダム0080 ポケットの中の戦争』の商業的成功を受けて製作された『機動戦士ガンダム』の外伝的OVAの一つ。
作品タイトルの「0083」とは宇宙世紀0083年を指しており、『ガンダム』で舞台となった宇宙世紀0079年と、当時すでに放映済みであった『機動戦士Ζガンダム』で舞台となった宇宙世紀0087年の間の出来事が描かれた、テレビシリーズの空白を埋めるストーリーとなっている。OVAリリースの途中で再編集による劇場版の製作が決定し、シリーズ後半では大画面に耐え得る素材とするため、映像のクオリティがさらに上げられた。
ビデオ・LD・DVDを合わせた全巻累計出荷は、105万本に達している。さらに、ガンダムシリーズ史上最も多くオリコンチャートの1位を獲得した（ビデオチャートで2回、LDチャートで9回、DVDチャートで1回）。また、オリコンのビデオ、LD、DVDの各チャートで1位を取った唯一のガンダム作品でもある。

### メカニック関連
作品前半で主役機とライバル機の関係となる2機のガンダム（ガンダム試作1号機および2号機）のデザインは河森正治が担当したが、本作で彼は「メカニカルデザイン」ではなく「メカニカルスタイリング」としてクレジットされている。これは、RX-78 ガンダムをはじめとするモビルスーツ (MS) のデザインは『ガンダム』ですでに確立されているとして、オリジナルを尊重して河森がとった立場である。
そのほかの兵器群（MSから戦艦、輸送機、潜水艦などまで）のデザインは『ガンダム』に登場した兵器をリメイクしたものが中心であるが、地球連邦軍のMSは戦後にマイナーチェンジあるいは新開発されたという設定で、ジオン公国軍の残党であるデラーズ・フリートのMSは一年戦争後期に造られた再設計型と、同じリメイクでも設定の使い分けがなされている。
MS-06F-2 ザクII F2型、RGM-79C ジム改、RB-79C ボール改のデザインには、模型誌『モデルグラフィックス』（大日本絵画）の企画『ガンダム・センチネル0079』でカトキハジメがデザインしたザク・ジム・ボールがほぼそのまま使われている。このため、初期のスタッフクレジットにはあさのまさひこら『ガンダム・センチネル』関係者の名が多く入っている。
新規にデザインされた兵器もいくつか登場する。バンダイから本作でコロニー落としを描くことを要求され、それを阻止できる兵器としてカトキによるデザインを経て、システムの全長が140メートルに達するガンダム試作3号機（デンドロビウム）が設定された。
一部の機体は設定的には後年にあたる『Ζガンダム』の機体を凌駕する過大な性能を擁するが、ストーリーは地球連邦軍の不祥事を隠ぺいするためにガンダム開発計画そのものが抹消される結末を迎え、歴史から高性能機の存在を消し去ることによって設定の整合性を図っている。
『0080』では脚本の都合から主役ガンダムのRX-78 NT-1 アレックスの出番は全体的に少なかったが、活躍する第4巻と第6巻が他巻以上に販売実績が好調だったことから、本作ではガンダムの出番が多く設定された。

### ストーリー関連
本作では連邦軍上層部の腐敗に関して濃密な描写がされている。一方、敵であるデラーズ・フリートにおいても、愛国心に基づき「大義」に殉じる姿や武士道を彷彿させる潔さを感じさせる描写も多いが、彼らが大量破壊をまったくいとわなかったり、シーマ・ガラハウのように過去の経緯から「大義」とは正反対の姿勢を持つメンバーも抱えるなど、多彩な人間関係の描写がなされている。
作中ではジャミトフ・ハイマンやバスク・オムなど、後にティターンズの中心人物となる者が暗躍する描写が見られ、結末では『Ζガンダム』で主人公陣営であるエゥーゴの敵役となるティターンズの台頭を予感させており、安易にハッピーエンドとは言えない結末となっている。
ストーリーや設定については、主人公がパイロットである点や、アルビオン隊がフライトジャケットを着用していること、民間人の専門技術を持ったヒロインとの恋愛模様を描いている点、ヒロインの容姿、同僚の死、エンディングでのヒロインとの再会なども含め、1986年に公開されたトム・クルーズ主演の大ヒット映画『トップガン』の影響が色濃く出ている。
ニュータイプやそれに関連する話題は、劇中でまったく登場しない。ジオン軍残党たちの思想面での発言も、ジオニズムの中の「スペースノイドの自主独立」という側面に限られ、「人の革新」という面は触れられない。これは当時のサンライズのプロデューサーだった植田益朗の方針に基づくもので、ニュータイプという便利な超能力者を登場させてしまうと、それが作劇上安易に使われがちだからとのことである。制作に先立ち、植田は富野由悠季から「ニュータイプ、ちゃんとやってよ」とリクエストされたものの、断っている。

### その他
- BGMの大半が、『遊星からの物体X』『ブレインストーム』『2010年』『地獄のコマンド』『バトルガンM‐16』『グローリー』など、洋画作品のBGMと酷似している。これは事前に許可を得て使用されたものではなく、製作当時のサウンドトラックCDでも萩田光男の作曲となっていたが、一般のファンから指摘を受け、発売元のビクター音楽産業（現：JVCケンウッド・ビクターエンタテインメント）が対応した結果、2006年1月25日に発売された『機動戦士ガンダム0083 STARDUST MEMORY-ORIGINAL SOUNDTRACK BOX-(New Version)』への収録の際には、オリジナル作曲者の名前が明記された。
- 2006年1月27日には、再アフレコ、5.1chサラウンド音声化、HDリマスター処理を施した『機動戦士ガンダム0083 5.1ch DVD-BOX』がバンダイビジュアルより発売された。
- ジム・カスタムなど、本作に登場した一部のMSは劇場版『機動戦士Ζガンダム A New Translation』にカメオ出演している。

## 物語
一年戦争が終結して3年。地球連邦軍は再建計画に基づきガンダム開発計画を軍産複合企業「アナハイム・エレクトロニクス」に発注し、その成果であるガンダム試作1号機、ガンダム試作2号機が性能テストのためにオーストラリアのトリントン基地に搬入される。アナハイム社内の内通者からこの情報を掴んだ、エギーユ・デラーズ中将率いるジオン軍の残党「デラーズ・フリート」は、極秘作戦「星の屑作戦」実施に先立って、南極条約によって禁止された戦術核兵器を搭載したガンダム試作2号機を強奪せんと基地を襲撃する。
かつて「ソロモンの悪夢」と呼ばれたジオン軍エースパイロット、アナベル・ガトー少佐は、基地の混乱に乗じて首尾よくガンダム試作2号機を強奪した。脱出を図る2号機の前に、連邦軍の新米テストパイロット、コウ・ウラキ少尉が乗り込んだガンダム試作1号機が立ちはだかるも、歴戦の戦士であるガトーにあっさりとあしらわれ、コウは「まだ未熟」と屈辱的な言葉を投げかけられる。かくして2号機は朝靄の彼方に消え去り、コウを含むテストパイロットたちは、ガンダムを搬入したペガサス級強襲揚陸艦「アルビオン」の乗組員に任命され、試作1号機のデータ収集、および2号機の追撃・奪還任務に就く。
その中で、コウは様々な事件やライバルとの戦いを経て、戦士として少しずつ成長していく。補充隊員としてやってきた「不死身の第四小隊」のベルナルド・モンシア中尉との衝突、砂漠でジオン残党を率いるノイエン・ビッター少将との戦い、月面で再起を期してヴァル・ヴァロを整備していた元ジオン軍パイロットのケリィ・レズナーとの出会いと決闘……戦いのさなか、ガンダム開発計画に関わるアナハイムのシステムエンジニア、ニナ・パープルトンとも心を通わせていく。
ガンダム開発計画の責任者で、アルビオンに指令を出す立場にあるジョン・コーウェン中将は、派閥間の抗争によって動きを制限されており、アルビオンに満足な支援を送ることができずにいた。デラーズ・フリートは核兵器を搭載したガンダム試作2号機の存在を暴露し、一年戦争の終戦協定は偽りのものであるとして地球連邦に対して宣戦布告する。同じ頃、シーマ・ガラハウ中佐率いるジオン海兵隊艦隊がデラーズ・フリートに加わるが、一年戦争のコロニーに対する毒ガス攻撃という「汚れ仕事」を押し付けられてきたシーマ艦隊は、初めから連邦軍への寝返りの機を伺っていた。星の屑作戦遂行のため、シーマはかねてから裏取引を行っていたアナハイムのオサリバン常務と打ち合わせを行う一方、連邦軍のグリーン・ワイアット大将が束ねる派閥との裏取引で星の屑作戦の全容を記した機密文書を売り渡そうとする。アルビオンのエイパー・シナプス艦長は、シーマ艦隊とワイアットの旗艦バーミンガムが接触している場面に出くわしたことでMS部隊を発進させ、図らずも両者の陰謀を阻止する。だが、コウたちの上官のサウス・バニング大尉が戦死し、アルビオンMS部隊に動揺が走る。
試作2号機の行方が掴めない中、コンペイトウ（旧ソロモン）宙域にて連邦軍は観艦式を強行する。ガトー駆る試作2号機は友軍の援護の元、連邦軍の防衛網を潜り抜け、核攻撃を敢行し、多くの艦を撃破する。攻撃を阻止できなかった怒りに燃えるコウは逃亡するガトーを補足し、一騎討ちの末、1号機と2号機は相打ちとなり爆散。ガトーはコウを戦士と認める。
観艦式襲撃とほぼ同じ頃、デラーズ・フリートは移送中のスペースコロニーを強奪し、月への落下軌道に投入する。連邦軍はコンペイトウの残存艦艇を再編し、コロニー迎撃に向かう。しかし月に接近したコロニーは、シーマとオサリバンの事前の裏取引によりアナハイムから発射された推進用レーザーの照射をうけて推進剤に点火、地球落着軌道に遷移する。これを追撃していた連邦軍の艦隊の大半の艦は推進剤不足に陥り、追撃不能の状態となる。星の屑作戦の真の狙いは、地球へのコロニー落としにあった。
ハマーン・カーンが率いるジオン残党勢力「アクシズ」は表向きには中立を表明しつつ、秘密裏にデラーズ・フリートを支援していた。ガトーはアクシズからモビルアーマー・ノイエ・ジールを受領。一方地球では、コーウェン中将がジーン・コリニー大将とジャミトフ・ハイマン准将らの派閥の政略により失脚する。それによりアナハイムがドック艦ラビアンローズでテストを行っていたガンダム試作3号機は凍結され、その受領に訪れたアルビオン隊も軟禁される。アルビオン隊は命令に違反して試作3号機を半ば強奪し、コロニーの落下阻止に動くが、孤軍奮闘の甲斐なく、コロニーは阻止限界点を突破する。だが、一連のコロニーの動きはシーマの内通によってコリニー派に筒抜けであり、ジャミトフはバスク・オム大佐に命じ、奥の手のソーラ・システムIIでコロニーの破壊を目論む。シーマはデラーズの旗艦グワデンを制圧するが、デラーズの挑発に乗って彼を射殺してしまい、怒りに燃えるガトーの攻撃を受け脱出を余儀なくされる。母艦との合流を図るシーマだったが、事態を把握していないコウの試作3号機の猛攻を受け、宇宙に散る。
ガトーはソーラ・システムⅡのコントロール艦を撃沈し、コロニーの制御室で最終軌道を確定させるが、そこへニナとコウがたどり着く。コウは、かつてニナがガトーの恋人であったという事実を知る。ニナはガトーを庇い、彼と共に脱出し、コウはやり場のない怒りと共に慟哭する。ニナをアクシズ艦隊へ送ったガトーは、コウとの最後の決戦に臨むが、ソーラ・システムⅡの再照射に巻き込まれ戦いは中断。ガトーはアクシズ艦隊へ合流しようとする友軍の援護を優先し、最後は敵艦に特攻して果てた。
コロニーは北米の穀倉地帯に落着した。連邦政府はこれを「コロニー移送中の事故」として処理し、権力を拡大したジャミトフは、ジオン残党狩りを目的とした特殊部隊ティターンズを設立する。連邦軍の腐敗、ニナの過去、めまぐるしく変化する状況に翻弄させられたコウは、紛争終結後の軍法会議においても黙秘を貫き、懲役1年の刑を課せられる。一方でシナプス艦長は死刑を宣告され、ほかのアルビオン隊のほとんどは口封じも兼ねてティターンズへ編入された。月面ではオサリバンの変死体が発見される。
最終的に連邦軍はガンダム開発計画に関わる全事象の封印・抹消に踏み切り、それに伴ってコウの罪状も消滅する。北米オークリー基地に赴任したコウは、そこで幾人かの戦友と、地球へ帰還していたニナとの再会を果たすのだった。

## 登場人物
地球連邦軍/アルビオン
- コウ・ウラキ（声 - 堀川亮）
- サウス・バニング（声 - 菅原正志）
- エイパー・シナプス（声 - 大塚周夫）

アナハイム・エレクトロニクス
- ニナ・パープルトン（声 - 佐久間レイ）

デラーズ・フリート
- アナベル・ガトー（声 - 大塚明夫）
- シーマ・ガラハウ（声 - 真柴摩利）
- ケリィ・レズナー（声 - 玄田哲章）
- エギーユ・デラーズ（声 - 小林清志）

## 登場兵器
モビルスーツやモビルアーマーなど機動兵器に分類されるものは
それ以外のものについては

## スタッフ
（オープニングクレジットより）
- 企画 - サンライズ
- 原作 - 矢立肇、富野由悠季
- キャラクターデザイン、総作画監督 - 川元利浩
- 総メカニカル作画監督 - 佐野浩敏
- モビルスーツ原案 - 大河原邦男
- メカニカルスタイリング - 河森正治
- メカニカルデザイン - カトキハジメ、明貴美加（RED）、石津泰志[5]
- 美術監督 - 東潤一
- 撮影監督 - 奥井敦
- 音楽 - 萩田光男
- 音響監督 - 浦上靖夫
- 監督 - 加瀬充子[6]、今西隆志[5]
- プロデューサー - 植田益朗（サンライズ）、高梨実（バンダイ）

## 主題歌

### オープニングテーマ
「THE WINNER」（第2話 - 第7話）
作詞 - 安藤芳彦 / 作曲 - 都志見隆 / 編曲 - 萩田光男、都志見隆 / 唄 - 松原みき（ビクター音楽産業）
「MEN OF DESTINY」（第8話 - 第12話）
作詞 - 安藤芳彦 / 作曲 - 松原みき / 編曲 - 萩田光男 / 唄 - MIO（ビクター音楽産業）

### エンディングテーマ
「MAGIC」（第1話 - 第7話）
作詞・作曲 - JACOB WHEELER / 編曲 - 志熊研三 / 唄 - JACOB WHEELER（ビクター音楽産業）
「Evergreen」（第8話 - 第13話）
作詞 - 佐藤ありす / 作曲 - 鈴木キサブロー / 編曲 - 萩田光男 / 唄 - MIO（ビクター音楽産業）

### 劇場版
主題歌 - 「True Shining」
作詞 - 安藤芳彦／作曲 - 松原みき／編曲 - 萩田光男／唄 - 和田るみ子（ビクター音楽産業）
挿入歌 - 「Mon étoil」
作詞 - 佐藤ありす／作曲 - 田中弥生／編曲 - 萩田光男／唄 - 和田るみ子（ビクター音楽産業）

## 各話リスト
| 話数   | 発売日         | サブタイトル                            | 脚本     | 絵コンテ   | 演出       | 作画監督 | メカニカル 作画監督 |
| ------ | -------------- | --------------------------------------- | -------- | ---------- | ---------- | -------- | ------------------- |
| 第1話  | 1991年 5月23日 | ガンダム強奪 STARDUST RISING            | 五武冬史 | 加瀬充子   | 渡辺信一郎 | 川元利浩 | 佐野浩敏            |
| 第2話  | 1991年 5月23日 | 終わりなき追撃 WAR IS NOT OVER, YET     | 五武冬史 | 今西隆志   | 今西隆志   | 逢坂浩司 | 吉田徹              |
| 第3話  | 6月27日        | 出撃アルビオン IRREGULARS IN ALBION     | 五武冬史 | 渡辺信一郎 | 渡辺信一郎 | 川元利浩 | 佐野浩敏            |
| 第4話  | 8月22日        | 熱砂の攻防戦 THE LOST TROOPERS          | 五武冬史 | 今西隆志   | 赤根和樹   | 逢坂浩司 | 吉田徹              |
| 第5話  | 9月26日        | ガンダム、星の海へ SIEG, ZION!          | 遠藤明範 | 加瀬充子   | 加瀬充子   | 川元利浩 | 佐野浩敏            |
| 第6話  | 10月24日       | フォン・ブラウンの戦士 MIND OF THE MOON | 遠藤明範 | 渡辺信一郎 | 渡辺信一郎 | 逢坂浩司 | 吉田徹              |
| 第7話  | 12月1日        | 蒼く輝く炎で BURNING HEART              | 大熊朝秀 | 赤根和樹   | 赤根和樹   | 川元利浩 | 佐野浩敏            |
| 第8話  | 1992年 2月20日 | 策謀の宙域 CONSPIRACY OF SILENCE        | 大熊朝秀 | 加瀬充子   | 渡辺信一郎 | 逢坂浩司 | 吉田徹              |
| 第9話  | 3月19日        | ソロモンの悪夢 NIGHTMARE OF SOLOMON     | 高橋良輔 | 今西隆志   | 赤根和樹   | 菅野宏紀 | 杉浦幸次            |
| 第10話 | 5月21日        | 激突戦域 THE HOT AREA                   | 大熊朝秀 | 渡辺信一郎 | 渡辺信一郎 | 川元利浩 | 佐野浩敏            |
| 第11話 | 6月21日        | ラビアンローズ IN LA-VIE-EN ROSE        | 高橋良輔 | 赤根和樹   | 赤根和樹   | 逢坂浩司 | 吉田徹              |
| 第12話 | 8月21日        | 強襲、阻止限界点 ASSAULT WAVES          | 大熊朝秀 | 今西隆志   | 渡辺信一郎 | 菅野宏紀 | 杉浦幸次            |
| 第13話 | 9月24日        | 駆け抜ける嵐 MEN OF DESTINY             | 大熊朝秀 | 今西隆志   | 大熊朝秀   | 川元利浩 | 佐野浩敏            |

サブタイトル下段の英語表記はLDのジャケットに記載されていたもの。

## 劇場版
『機動戦士ガンダム0083 ジオンの残光』のタイトルで、1992年8月29日より全国松竹系の劇場で公開された。キャッチコピーは「星の屑満ちる時、ガンダム再び宇宙へ――」。
OVA版全話を再編集して一部新作カットを追加し、1本にまとめた内容となっている。公開時期はOVA版最終巻のリリース直前であり、同巻に先行して物語の結末が発表される形となったが、北アメリカのオークリー基地に赴任したコウがニナと再会する同巻のエピローグは省かれている。
2020年11月22日にはYouTubeのガンダムチャンネルの登録者70万人突破を記念して24時間限定で無料配信され、コラボ企画として堀川りょうの同時視聴も行われた。

## 映像ソフト
全てバンダイビジュアルより発売。

### VHS・LD
機動戦士ガンダム0083 STARDUST MEMORY
1. 1991年5月23日発売（BES-651・BEAL-421）
2. 1991年6月27日発売（BES-652・BEAL-422）
3. 1991年8月22日発売（BES-653・BEAL-423）
4. 1991年9月26日発売（BES-654・BEAL-424）
5. 1991年10月24日発売（BES-655・BEAL-425）
6. 1991年11月21日発売（BES-656・BEAL-426）
7. 1992年2月20日発売（BES-657・BEAL-427）
8. 1992年3月19日発売（BES-658・BEAL-428）
9. 1992年4月23日発売（BES-659・BEAL-429）
10. 1992年6月21日発売（BES-660・BEAL-430）
11. 1992年8月21日発売（BES-661・BEAL-431）
12. 1992年9月24日発売（BES-662・BEAL-432）

機動戦士ガンダム0083 ジオンの残光
1992年12月17日発売（BES-838・BELL-543）

### DVD
機動戦士ガンダム0083 STARDUST MEMORY
1. 2000年1月25日発売（BCBA-0363）
2. 2000年1月25日発売（BCBA-0364）
3. 2000年2月25日発売（BCBA-0365）
4. 2000年2月25日発売（BCBA-0366）

機動戦士ガンダム 0083 ジオンの残光
2002年1月1日発売（BCBA-1024）
機動戦士ガンダム0083 5.1ch DVD-BOX
2006年1月27日発売（BCBA-2415）
従来の映像に新アフレコによる5.1ch化、HDリマスターが施された。オリジナル音声は収録されていない。
BOXはカトキハジメ、インナージャケットは川元利浩、河森正治、明貴美加による描き下ろしイラストが使用されている。また新規音声特典としてオーディオコメンタリーが2話分制作されている。
ガンダム30thアニバーサリーコレクション　機動戦士ガンダム0083 ジオンの残光
2009年12月22日発売（BCBA-3584）
G-SELECTION　機動戦士ガンダム0083　DVD-BOX
2011年5月27日発売（BCBA-4103）
廉価版、DVD4枚組。杉浦幸次による描き下ろしイラストのボックス仕様。

### Blu-ray
機動戦士ガンダム0083 ジオンの残光
2011年8月26日発売（BCXA-0342）
同日に初回限定版も販売されており、通常版の特典に加え、特製スリーブ、劇場パンフレット（縮刷版）、ポストカード、生フィルムコマが封入されている。
機動戦士ガンダム0083 Blu-ray Box
2016年1月29日発売（BCXA-1034）
5.1ch音声とOVA発売当時のオリジナル音声の両方が収録されている。BOXはカトキハジメ、インナージャケットは夏元雅人、川元利浩、明貴美加による描き下ろしイラストが使用されている。
新規特典としてピクチャードラマ「宇宙の蜉蝣2」、オーディオコメンタリーを3話分制作。ブックレットには夏元雅人による描き下ろしコミック『宇宙の蜉蝣-BEGINNING-』を掲載。加えてCDシネマ、CDシネマ2も収録されている。
U.C.ガンダムBlu-rayライブラリーズ 機動戦士ガンダム0083 ジオンの残光
2019年9月26日発売（BCXA-1471）
廉価版。映像特典として『機動戦士ガンダム 光る命 Chronicle U.C.』が収録されているほか、2011年発売版の解説書がデジタルアーカイブとして再録されている。
U.C.ガンダムBlu-rayライブラリーズ 機動戦士ガンダム0083 STARDUST MEMORY
2020年2月27日発売（BCXA-1479）
廉価版。『ジオンの残光』と同じく『機動戦士ガンダム 光る命 Chronicle U.C.』が映像特典として収録されている。2015年のBlu-ray Boxのブックレットは付属しないが、デジタルアーカイブとして再録されている。

## 評価
幾原邦彦
アニメーション監督で音楽プロデューサーの幾原邦彦は、ドラマ啓蒙主義的なストーリーが展開され、予定調和な筋書きで終わるため、面白みに欠けると指摘し、活劇やドラマの面白さだけを追求すると、実写やハリウッド映画には勝てず、本作のような手法には限界があるように感じると語っている。
押井守
映画監督でアニメーション演出家の押井守は、作品冒頭の2、3分だけを視聴して止めたと前置きした上で、自身が手掛けた『機動警察パトレイバー』と比較して、モビルスーツのメカニカル描写に色気がある反面、人物の動作描写が拙く、アニメーターが原画の描き方や初歩的なテクニックを知らないまま作画していると指摘している。

## 関連作品

### G×G UNIT
1990年12月に、正式発売に先駆けて先行プロモーションも兼ねた第1話を収録したVHSテープと、劇場版『機動戦士ガンダムF91』の映画前売り券をセットにした、いわゆる「お買い得なセット」として「G×G UNIT（ダブルジー ユニット）」が発売されている。ただし、製品版の第1話の冒頭でア・バオア・クー攻防戦時のガトーとデラーズの出会いのプロローグシーンはこのビデオには収録されていない。
このビデオは、製品として発売された第1話とは異なる部分が多く、キャスト・台詞は同じものの発音や発声の間合いが違うことから別録音もしくは別テイクのものであることが分かる。さらに、本編冒頭のコロニー残骸でのパワード・ジム対ザクIIの模擬戦闘時にBGMとして流れた曲は、製品版の同じシーンで使われた松原みきの「BACK TO PARADISE」とは歌詞が全くの別物で、このバージョンはCD等にも収録されていない。

### 映像
GUNDAM EVOLVE 4 RX-78 GP03 DENDROBIUM
原作でコウ・ウラキがガンダム試作3号機に乗り込む前の出来事を描いた短編3DCG映像。
初公開は2002年3月発売のHGUC 1/144 ガンダム試作3号機デンドロビウムの初回封入DVDとして。後に本作を収録した『GUNDAM EVOLVE +』がローソンにて予約限定販売された。

### 漫画
機動戦士ガンダム0083 スターダストメモリー
講談社 2003年8月20日刊行 ISBN 978-4-06-353108-4
OVAの発売当時、加登屋みつるにより雑誌『コミックボンボン』にて連載されたコミカライズ作品。永らく単行本化がなされていなかったが、2003年に講談社よりコンビニコミックとして単独で刊行された。その後2006年に講談社の『ガンダム短編集2』へ『機動戦士ガンダム シルエットフォーミュラ91の亡霊』と併録され講談社より発売された。OVA本編とは以下のような差異がある。
- ケリィ、アデル、ベイトなど原作のほとんどのキャラクターが未登場。
- ニナとガトーが昔恋人であった設定が削除されている。
- コウとニナは物語を通して恋人となり、三号機も正式にアルビオンに引き渡される。
- モンシアとシーマの性格・役柄が異なる。
- ソーラ・システムIIの照射により星の屑作戦が防がれハッピーエンドで終了している。
- デラーズが生存している。

機動戦士ガンダム0083 星屑の英雄 OPERATION STARDUST
- 地球編 メディアワークス 2000年11月27日発売 ISBN 978-4-8402-1601-2[16]
- 宇宙編 メディアワークス 2001年11月27日発売 ISBN 978-4-8402-2005-7[17]

2000年-2001年にかけて、メディアワークスから本作を元にした『機動戦士ガンダム0083 星屑の英雄』が松浦まさふみの手により執筆され、全2巻の描き下ろしコミックとして発売された。それぞれに「地球編」「宇宙編」と副題が付く。
大筋のストーリーは原作と共通しているが、細部のストーリーは独自のものが描かれているほか、試作3号機用コア・ファイター（原作未登場）が作中に登場している。
機動戦士ガンダム0083 REBELLION
『月刊ガンダムエース』にて2013年8月号から2023年5月号まで夏元雅人の作画で連載。本作の監督を務めた今西隆志がコンセプトアドバイザーとして参加している。単行本はKADOKAWA (角川コミックス・エース)から全18巻が刊行された。
ジオン軍側登場人物の1年戦争末期時のエピソードや主人公コウ・ウラキのナイメーヘン士官学校在学中のエピソード、戦死するキャラクターの死亡時期を遅らせる、もしくは生き残らせるなどで活躍を増やすといった大幅なストーリー追加がなされているほか、ガンダム試作1号機の追加装甲、アッザム改修型（リペア）などオリジナルメカニックも多数登場している。また、アリス・ミラーやオリヴァー・マイなど他作品のキャラクターや、本作オリジナルキャラクターも登場している。
OVAのコミカライズ分は16巻で完結したが、原作とは異なりガトーは生死不明であり、17巻以降はティターンズ所属となりながら、上官であるバスクから命を狙われがらも戦い続けるモンシアたちを主人公とした本作オリジナルの物語へと移行している。
1. 2014年2月26日発売[18]、ISBN 978-4-04-121016-1
2. 2014年2月26日発売[19]、ISBN 978-4-04-121017-8
3. 2014年7月26日発売[20]、ISBN 978-4-04-101912-2
4. 2015年1月26日発売[21]、ISBN 978-4-04-102552-9
5. 2015年7月25日発売[22]、ISBN 978-4-04-103338-8
6. 2016年1月26日発売[23]、ISBN 978-4-04-103861-1
7. 2016年8月26日発売[24]、ISBN 978-4-04-104552-7
8. 2017年2月25日発売[25]、ISBN 978-4-04-105225-9
9. 2017年9月25日発売[26]、ISBN 978-4-04-105920-3
10. 2018年2月26日発売[27]、ISBN 978-4-04-106539-6
11. 2018年8月24日発売[28]、ISBN 978-4-04-107281-3
12. 2019年2月25日発売[29]、ISBN 978-4-04-107892-1
13. 2019年8月24日発売[30]、ISBN 978-4-04-108671-1
14. 2020年2月25日発売[31]、ISBN 978-4-04-109213-2
15. 2020年8月25日発売[32]、ISBN 978-4-04-109814-1
16. 2021年3月25日発売[33]、ISBN 978-4-04-111088-1
17. 2022年2月26日発売[34]、ISBN 978-4-04-112376-8
18. 2023年3月25日発売[35]、ISBN 978-4-04-113498-6

### 小説
1992年に山口宏の手による小説版が全3巻で発売されている（角川スニーカー文庫刊）。ノベライズ小説としてOVAのストーリーをほぼ踏襲すると共に、画面では読み取れない裏設定・心理描写を付け加えた作品となっている。
- 上 1992年3月27日発売[36]、ISBN 978-4-04-111088-1 ISBN 4-04-413101-5
- 中 1992年5月26日発売[37]、ISBN 4-04-413102-3
- 下 1992年9月25日発売[38]、ISBN 4-04-413103-1

### CDシネマ
1992年にはCDシネマとして、本編の第7話と第8話の間のエピソードで劇中時間では宇宙世紀0083年11月5日にあたるサブストーリーとなる『ルンガ沖砲撃戦』及び、シーマ・ガラハウに焦点を当てた『宇宙（そら）の蜉蝣』が発売されている。
『宇宙の蜉蝣』は一部が映像化され、LD第7巻から第12巻の購入者特典に収録されたほか、後にDVD第2巻に収録、PS2用ゲーム『機動戦士ガンダム めぐりあい宇宙』に再編集されたものが付属している。

### ゲーム
1996年にファミリーソフトよりPC-98用『MOBILE SUIT GUNDAM スターダストオペレーション』が発売されている。本作は原作アニメの内容を描いたシミュレーションロールプレイングゲームであり、コウ・ウラキとアナベル・ガトーの各視点による2種類のシナリオが用意されている。

### 書籍
機動戦士ガンダム ファントム・ブレット
「電撃ホビーマガジン」2002年6月号にて掲載された雑誌企画。ストーリーは兵頭一歩、メカニックデザインはAs'まりあ。OVAの前日譚となる内容で、ガンダム試作0号機の活躍を描いている。
雑誌掲載後はイベント限定配布の冊子としてまとめられ、2011年に刊行された『機動戦士ガンダム0083 with ファントム・ブレット 3D&設定資料集』にも収録された。2023年の「ROBOT魂 ver. A.N.I.M.E.」での登場兵器の商品化発表には、ストーリーや設定がウェブ公開されている。

## テレビ放送
2006年11月から2007年2月にかけて、TOKYO MXとBS-iにおいて、無料の民放局では初めてテレビ放送された。その後も以下の放送局で放送されている
- テレ玉（2007年2月から同年5月）
- BS11デジタル（2008年1月2日から1月4日）
- TOKYO MX（2015年10月から同年12月まで再放送）
- 関西テレビ（2016年4月から同年6月まで）
- BS12 トゥエルビ（2021年4月から同年5月まで）